# 小清河 (北京)
39°40′06″N 116°10′37″E / 39.6682611°N 116.1770442°E
小清河是北京市的一条间歇性河流，为拒马河的支流。
民国十三年《良乡县志》称小清河为牤牛河。“按漕河图及旧志无牤牛河，谓广阳盐沟，俱东入桑乾（永定河）后桑乾筑堤，后汇而南流有此名”。历史上作为永定河的分洪道。发源于卢沟桥上游永定河右岸刘庄子，向南流经丰台区长辛店镇、房山区长阳镇、琉璃河镇，从南召乡八间房村南出北京后在河北省涿州市码头乡入北拒马河后称白沟河。右岸支沟哑叭河、九子河、蟒牛河、牤牛河、刺猬河等，全部流域面积436平方公里（其中丰台区境内115平方公里，房山区境内212.35平方公里）。在刺猬河上建有崇青水库（丰台区与房山区交界处）和鲁家滩水库（门头沟区境内），在干流上建有大宁水库（丰台区与房山区交界处，1985年扩建为缓洪水库）。

## 主要支流

### 哑叭河
哑叭河位于长辛店乡西北部，上游分南北两支：南支起源于辛庄村南坡下，流域面积8.26平方公里，流经辛庄、南营，在下营村汇入主河道；北支起源于梨园村南，流经大沟、北庙，在下营村汇入主河道，流域面积7.91平方公里。
主河道流经东河沿、张郭庄，在卢沟桥西汇入小清河，长8.3公里，流域面积21.2平方公里，平均河底纵坡5‰。

### 九子河
九子河又名长辛店沟，源起长辛店乡留霞峪，经长辛店、赵辛店进房山区长阳农场入小清河，长8.5公里，在区内流域面积7.34平方公里（其中农田排水3.74平方公里，城镇排水3.6平方公里）。
九子河是长辛店街道的主要排水河道，沿河有二七机车厂、二七通信厂、装甲兵工程学院等单位的生活污水和工业废水流入，致使河水变黑，臭味难闻。但由于河西水源紧缺，在长辛店南仍利用部分河水灌溉农田。

### 蟒牛河
蟒牛河是长辛店乡南部的主要排水河道，源起丰台区白草洼，经太子峪、吕村、张家坟、二老庄、朱家坟、公主坟、北岗洼，汇入小清河。在吕村附近有李家峪沟汇入。主河道长8公里，流域面积18.2平方公里，平均纵坡4‰。
蟒牛河属于汛期季节期河流，上游坡陡，下游较为平缓，出口过水能力30立方米每秒。平时主要排泄太子峪毛纺厂、618厂等企业的工业和生活污水。
1958年2月，曾在其支沟李家峪沟上建库容20万立方米的小Ⅱ型水库一座，因渗漏严重，早已废弃。

### 牤牛河
牤牛河是王佐乡的主要排水河道，源起长辛店乡大灰厂村的北部山区，向东南纵贯王佐乡，途经大灰厂、沙锅村、侯家峪、下庄、西王佐、张各庄、南宫、庄户、王庄等村，在王庄村南京周公路桥西侧进入房山区长阳农场，最后汇入小清河。
牤牛河在丰台区境内主河长11.93公里（从大灰厂西侧的长辛店乡电石厂桥算起），流域面积34.82平方公里，平均纵坡4.5‰。
牤牛河属山前季节性河流，坡陡流急，遇大雨时，河水暴涨，水势凶猛，犹如牤牛下山，故称“牤牛河”。
佃起沟（原名烟灰沟）起源于云岗北山区，流经佃起、王庄、南岗洼，进入房山区长阳农场，在黄管屯村南入小清河。主沟长7.0公里（区境内4.53公里，即京周公路以西部分），丰台区境内流域面积15.9平方公里（其中佃起沟本身7.1平方公里，王庄边界沟3.5平方公里，南岗洼沟5.3平方公里）。由于北京第三热电厂（位于云岗）多年向该沟排放烟灰水，河道淤积严重，影响农田排水。1989年，第三热电厂的烟灰水通过压力管道进入烟灰池沉淀后再排入佃起沟，才使该沟的自然条件有所好转。

### 刺猬河
刺猬河原称“茨尾河”（一说由于河底不平多卵石，水流过时河面小浪起伏如刺猬，故得名），发源于门头沟区鲁家滩赵家台村，在佛儿门沟进入丰台区，过羊圈头继续南流入崇青水库。刺猬河为丰台、房山两区界河（有少量插花地）。在刺猬河上建有崇青水库和鲁家滩水库，丰台区控制流域面积156平方公里。刺猬河在崇各庄乡饮水井村北入房山区，从崇青水库向下全部在房山区境内，经窦各庄、北刘庄、固村、太平庄等村，向东南过京周公路、京石公路和京广铁路，在东石羊村东南汇入小清河。崇青水库以下房山区河长16公里，流域面积100平方公里。
刺猬河是小清河最长的一条支流。良乡以上河道的基流，主要来自崇青水库漏水，水质好，以下良乡城镇污水汇入后，水质污染严重。